# Лисиця і кішка
«Лисиця і кішка» (нім. Fuchs und Katze) — анімалістична композиція, яку створив фламандський художник 17 ст. Франс Снейдерс
Кішка — звична свійська тварина, була частою персонажкою картин художника. Її звичність давала чудову можливість спостерігати за її рухами і діями, подіями її життя. Снейдерс часто використовував кішку для оживлення своїх великих за розмірами композицій, натюрмортів на тему «Лавки». Кішка на цих композиціях побачила здобич і готується вхопити її або конфліктує з собакою, іншим частим персонажем картин майстра, і в натюрмортах, і в мисливських сценах.
Конфлікт між кішкою-матір'ю та лисицею і став сюжетом великої за розмірами картини Снейдерса вертикального формату. Лисиця вполювала здобич і опинилася в небезпечній близькості від кошенят, яких і кидається захищати кішка. Група з п'яти кошенят — сама по собі чудова анімалістична сценка — де кожне кошеня повно охарактеризоване майстром відповідно до їх вікової поведінки.
Картина має значні декоративні якості і могла би бути картоном для уславлених фламандських гобеленів. Зображення звичних для європейця диких тварин несподівано доповнює зображення мавпи. Їх часто привозили моряки, і художник наважився включити екзотичну тварину в свою композицію.